# Heinz Bethge
Heinz Bethge (* 15. November 1919 in Magdeburg; † 9. Mai 2001 in Halle/Saale) war ein deutscher Physiker.

## Leben

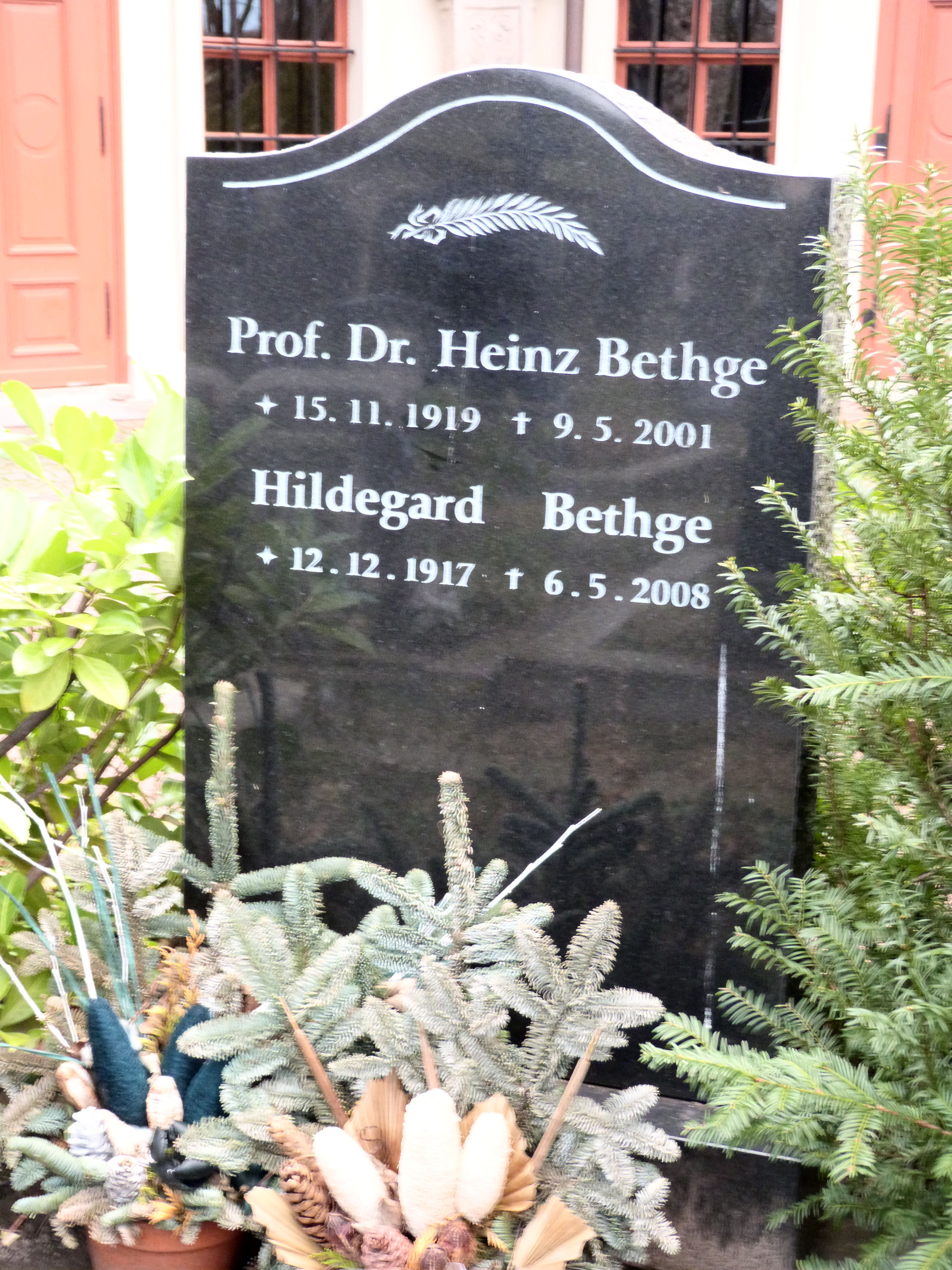
Grab von Heinz Bethge auf dem hallischen Stadtgottesacker

Bethge studierte an der Technischen Hochschule Berlin (heute TU Berlin) Physik. Er beantragte am 30. Juni 1940 die Aufnahme in die NSDAP und wurde zum 1. Juli desselben Jahres aufgenommen (Mitgliedsnummer 8.248.989). Da er zum Militär eingezogen wurde, konnte er erst nach Kriegsende in Magdeburg sein Studium beenden. Er promovierte 1954 an der Universität Halle und habilitierte sich dort 1959.
Im darauf folgenden Jahr erfolgte die Ernennung zum Professor. Als solcher gründete Bethge die Arbeitsstelle für Elektronenmikroskopie der Akademie der Wissenschaften der DDR. 1968 wurde diese Arbeitsstelle zum Institut für Festkörperphysik und Elektronenmikroskopie umgewandelt, dessen Direktor er bis 1984 war. Nach 1990 entstanden aus diesem Institut das Max-Planck-Institut für Mikrostrukturphysik und das Fraunhofer-Institut für Werkstoffmechanik, heute das Fraunhofer-Institut für Mikrostruktur von Werkstoffen und Systemen IMWS.
1969 war Bethge korrespondierendes Mitglied der Akademie der Wissenschaften der DDR geworden und 1972 zum ordentlichen Mitglied avanciert. Seit 1964 war er Mitglied der Leopoldina (Deutsche Akademie der Naturforscher). Hier wählte man ihn 1974  als Nachfolger von Kurt Mothes zu deren Präsident. Dieses Amt hatte er 16 Jahre inne und gab es 1990 zurück. Sein Nachfolger wurde der Botaniker Benno Parthier. 1978 wurde er als korrespondierendes Mitglied in die Bayerische Akademie der Wissenschaften aufgenommen. 1987 wurde er zum korrespondierenden Mitglied der Göttinger Akademie der Wissenschaften gewählt.
Die Abbildende Oberflächenanalytik ist eng mit Bethges Namen verbunden. Er erforschte Prozesse auf Festkörperoberflächen und ihrer grundsätzlichen Realstruktur. Bethges Arbeiten zu Fragen der Adsorption und der Epitaxie an Grenzflächen und dünnen Schichten sind immer in der angewandten Forschung aufgegriffen worden.
Bethges Grab befindet sich auf dem hallischen Stadtgottesacker.

## Ehrungen
- 1967 – Nationalpreis der DDR
- 1984 – Ehrendoktorwürde der Technischen Hochschule Karl-Marx-Stadt
- 1987 – Gustav-Hertz-Medaille der Physikalischen Gesellschaft der DDR
- 1989 – Ehrenmitglied der Deutschen Gesellschaft für Elektronenmikroskopie, Cothenius-Medaille der Leopoldina
- 1990 – Helmholtz-Medaille der Berlin-Brandenburgischen Akademie
- 1991 – Großes Bundesverdienstkreuz mit Stern
- 1999 – Nationalpreis der Nationalstiftung
- 2000 – Ehrenmitgliedschaft der Deutschen Physikalischen Gesellschaft
- 2011 – Gründung der nach ihm benannten Heinz-Bethge-Stiftung zur Förderung der angewandten Elektronenmikroskopie[8]

## Werke (Auswahl)
- Elektronenmikroskopie in der Festkörperphysik. Springer, Berlin u. a. 1982, ISBN 3-540-11361-4.
- Electron microscopy in solid state physics. Elsevier, Amsterdam 1987, ISBN 0-444-98967-6.